# Marie Soussan
Marie Soussan (née Meriem Soussin le 17 janvier 1895 à Alger et morte en 1977 à Marseille) est une actrice et chanteuse algérienne de confession juive,,, associée à l'essor du théâtre algérien à partir du début des années 1930, devenant la première femme algérienne à apparaître sur scène (jusqu'alors, les hommes jouaient les rôles féminins).
Avec Rachid Ksentini, elle est devenue partenaire d'un des couples de théâtre les plus populaires pendant l'entre-deux-guerres. Elle a également enregistré plus d'une vingtaine de disques 78 tours.

## Biographie
Née le 17 janvier 1895 dans la basse Casbah d'Alger au sein d'une famille juive. Sa mère Louna Aboucaya était la tante maternelle de l'impresario Edmond Nathan Yafil. Comme tant d'artistes de son temps, elle pratiquait ses talents musicaux lors des événements familiaux, où elle se consacrait au chant et à la darbouka. Quelque temps après la Première Guerre mondiale, elle a rejoint El Moutribia, l'orchestre et la troupe de théâtre de son cousin Yafil. Ses débuts sur scène semblent avoir eu lieu en 1925 au Casino d'Alger,. Au cours des quinze années suivantes, elle poursuit une carrière bien remplie au sein d'El Moutribia, jouant et faisant des tournées aux côtés de son partenaire comique Rachid Ksentini. Ensemble, le duo juif-musulman est devenu le centre de l'attention. Beaucoup de ces actes ont ensuite été enregistrés sur disque. Soussan était également une artiste solo talentueuse, enregistrant un éventail de genres, classiques et populaires, d'abord avec gramophone puis avec Polyphon, cela lui a valu d'être membre de la Société des auteurs, compositeurs et éditeurs de musique.
Elle quitte l'Algérie en 1959 et se lance dans une carrière commerciale dans le sud de la France, avant que l'Algérie n'obtienne son indépendance et après un processus de détérioration de la situation des artistes dans ce pays et des artistes juifs en particulier à la suite de la Seconde Guerre mondiale. Elle est décédée en 1977 et a été enterrée dans le cimetière juif de Marseille.

## Discographie
Elle a à son actif plus de 50 enregistrements entre chant et pièces comiques, parmi eux :
- Rimoun Ramatni (1927)
- Naacheq lebnat (1927)
- Tal-el-ouahch-âleïa (1928)
- Mestehber moual: Ya semir elloun (1928)
- Faraqouni ya tourahoum (1929)
- Y alli tachek el ourd (1930)
- Manrouh mankhod (1932)
- Alach ya L'san tadoui (1934)
- Zidou Zidou Ebb'nat (1934)